# Organização das Nações e Povos Não Representados
A Organização das Nações e Povos Não Representados, ou UNPO (do inglês Unrepresented Nations and Peoples Organization), é uma organização democrática de escopo mundial. Seus membros são povos indígenas, Estados não reconhecidos, minorias étnicas, territórios ocupados e demais grupos sem representação internacional, porém com grande diferença de ideologias entre os grupos etno-nacionais sem representação.
As principais metas da UNPO são a defesa dos direitos humanos e culturais de seus membros, a preservação do meio-ambiente, e a prevenção de conflitos intraestatais. A UNPO também serve de fórum diplomático para as nações não representadas, e lhes fornece a possibilidade de participar nos debates de organizações internacionais como a ONU.
A Carta da UNPO estabelece os cinco princípios centrais da organização:
- Não violência: os membros da UNPO devem resolver seus conflitos de modo pacífico, rejeitando qualquer uso do terrorismo
- Autodeterminação: os integrantes concordam que os povos têm igual direito ao auto-governo
- Democracia: as entidades presentes na UNPO devem necessariamente ser democráticas e tolerantes
- Ambientalismo: o respeito ao meio-ambiente é uma política obrigatória
- Direitos humanos: as nações da UNPO aceitam seguir os tratados e declarações que protegem os direitos do homem[3]

A UNPO já foi apelidada de "ONU alternativa", "Nações Excluídas Unidas", "Sombra da ONU" e até de "un-UN", um trocadilho em inglês. No entanto, a organização não é afiliada à ONU.

## Estatuto jurídico
O organismo tem um estatuto jurídico ambivalente. A UNPO é de facto uma organização internacional, atuante nos setores da prevenção de conflitos, direitos humanos e fortalecimento da democracia, entre outros; porém, a UNPO é de juris uma organização não governamental, com sede na cidade de Haia e sujeita ao direito neerlandês.
Esta ambiguidade se explica pela composição do organismo. Os membros da UNPO geralmente não são Estados, e sim nações. São atores - mas não sujeitos - do direito internacional. A doutrina atual afirma que organizações internacionais somente podem ser formadas por atores do direito internacional, como Estados e outras organizações internacionais.
Também é importante ressaltar que a UNPO não possui nenhum vínculo com a Organização das Nações Unidas, apesar do "UN" em sua sigla. Embora a UNPO frequente reuniões de certas instâncias da ONU, como o Grupo de Trabalho sobre Populações Indígenas e o Fórum Permanente para Questões Indígenas, as duas organizações são totalmente independentes.

## Estrutura
A UNPO tem três níveis organizacionais: Assembleia Geral, Presidência e Secretariado.
A Assembleia Geral se reúne a cada 18 meses, em média, e decide todas as políticas e diretrizes da organização. Todos os povos membros da UNPO podem participar do debate, e cada membro possui um voto. A oitava e mais recente Assembleia Geral ocorreu em outubro de 2006, em Taipei, Taiwan, e a próxima deverá ocorrer em 2008, em local a definir.
A Presidência da UNPO é formada por um pequeno número de pessoas que representam os povos membros. Atualmente existem 11 integrantes na Presidência, cuja função é supervisionar a implementação das políticas da UNPO entre uma Assembleia Geral e a seguinte. Os membros da Presidência se reúnem a cada seis meses ou menos. O coordenador do grupo é também o Presidente da Assembleia Geral da UNPO, um cargo atualmente ocupado por Ledum Mitee, da nação ogoni.
O Secretariado é a estrutura administrativa permanente da UNPO, com um corpo de funcionários próprios liderados pelo Secretário-Geral, que representa a UNPO no dia a dia. A sede se localiza em Haia, nos Países Baixos, e existem escritórios regionais em Tartu, na Estônia, e em Washington, nos Estados Unidos. O atual Secretário-Geral da UNPO é o ítalo-croata Marino Busdachin, um ativista internacional dos direitos humanos.
A UNPO cobra taxas anuais de seus membros, mas a maior parte de seu orçamento é fruto de doações ou subsídios de indivíduos, fundações, ONGs ou governos.

## História
O contexto de origem da UNPO foi o término da Guerra Fria. A organização foi fundada em 1991, poucos meses antes do colapso da União Soviética. Inicialmente, a UNPO seria apenas uma coalizão informal dos povos reprimidos pelos regimes comunistas da República Popular da China e da URSS, mas a proposta se expandiu rapidamente, e em 1998 já havia mais de 50 povos membros, em todos os continentes. Seguiu-se um período de crise financeira, mas a UNPO voltou a crescer em 2003.
Até hoje, algumas das principais atividades desenvolvidas pela UNPO foram conferências internacionais sobre direito internacional, não violência, autodeterminação e prevenção de conflitos. O Secretariado da UNPO também já organizou missões de paz ou mediação em diversas regiões de conflito intraestatal (doméstico), como a Abecásia, a Chechênia e a Ogonilândia, e monitorou eleições em vários continentes. A organização também participa do movimento pela Reforma da ONU.
Os atuais membros da UNPO se situam principalmente na Ásia (incluindo Oriente Médio), na África e nos territórios da antiga União Soviética. Nenhum povo que habita o Brasil faz parte da UNPO. Alguns grupos separatistas da região Sul do Brasil já demonstraram interesse na UNPO.
Atualmente, a organização atua em diversas áreas, com o intuito de divulgar suas causas a foros internacionais. O UNPO também organiza eventos como treinamentos, conferências e workshops sobre temas relacionados aos desafios enfrentados por seus membros. Tais eventos são abertos ao público e divulgados no site da organização.

## Lista de membros
Como os membros da UNPO em geral não possuem Estados próprios, o conceito de "povo membro" deve ser visto com cautela. Para cada nação existe uma entidade representativa, que participa da UNPO em nome do povo em questão. Mas estas entidades incluem organizações não governamentais, partidos políticos, associações culturais, movimentos nacionalistas, lideranças indígenas, governos clandestinos e até guerrilhas separatistas.
Na prática, entre os membros da UNPO existem algumas entidades extremamente representativas de seus povos, e outras de fraca representatividade.
A tabela abaixo apresenta todos os povos membros da UNPO, informa o Estado em cujo território eles se localizam, o ano de filiação à UNPO e o nome da entidade que representa cada nação.
Os membros fundadores estão indicados em fundo cor-de-rosa e negrito.
Membros atuais
| Membro                                | Data de adesão          | Representado por                                                         |
| ------------------------------------- | ----------------------- | ------------------------------------------------------------------------ |
| Abecásia                              | 6 de agosto de 1991     | Ministro dos Negócios Estrangeiros da República da Abecásia              |
| Aceh                                  | 15 de julho de 2014     | Movimento Aceh Livre                                                     |
| Bôere                                 | 15 de maio de 2008      | Frente da Liberdade                                                      |
| Ahwazi (Arabistão)                    | 14 de novembro de 2003  | Partido Democrático Solidário de Al-Ahwaz                                |
| Amazigue (Berbéria)                   | 28 de novembro de 2014  | Congresso Mundial Amazigue                                               |
| Assíria                               | 6 de agosto de 1991     | Aliança Assíria Universal                                                |
| Barotze                               | 23 de novembro de 2013  |                                                                          |
| Bretanha                              | 1 de julho de 2015      | Kelc’h An Dael                                                           |
| Batwalândia                           | 17 de janeiro de 1993   | Comunidade de Povos Indígenas do Ruanda                                  |
| Estado Chin                           | 15 de julho de 2001     | Frente Nacional Chin                                                     |
| Colinas de Chatigão                   | 6 de agosto de 1991     | Partido Popular Unido de Chittagong Hill Tracts (JSS)                    |
| Circássia                             | 16 de abril de 1994     | Associação Internacional Circassiana                                     |
| Indígenas da Cordillera (Povo Igorot) | 11 de fevereiro de 1991 | Aliança Popular Cordillera                                               |
| Tártaros da Crimeia                   | 11 de fevereiro de 1991 | Congresso do Povo Tártaro da Crimeia                                     |
| Degar-Montagnards                     | 14 de novembro de 2003  | Fundação Montagnard                                                      |
| Distrito de Colúmbia                  | 9 de novembro de 2015   |                                                                          |
| Baluchistão Oriental                  | 1 de março de 2008      | Partido Nacional do Baluchistão                                          |
| Turquestão Oriental                   | 11 de fevereiro de 1991 | Congresso Mundial Uigur                                                  |
| Gilgit-Baltistão (Balawaristão)       | 20 de setembro de 2008  | Aliança Democrática de Gilgit–Baltistão                                  |
| Povo Haratin                          | 18 de setembro de 2011  | Initiative de Résurgence du Mouvement Abolitionniste en Mauritanie (IRA) |
| Hmong                                 | 2 de fevereiro de 2007  | Estado Federado Hmong ChaoFa                                             |
| Minoria húngara na Romênia            | 30 de julho de 1994     | União Democrática dos Húngaros na Roménia                                |
| Mongólia Interior                     | 2 de fevereiro de 2007  | Partido do Povo da Mongólia Interior                                     |
| Curdistão iraniano                    | 2 de fevereiro de 2007  | Partido Democrático do Curdistão Iraniano                                |
| Curdistão iraquiano                   | 11 de fevereiro de 1991 | Partido Democrático do Curdistão e União Patriótica do Curdistão         |
| Turcomanos iraquianos                 | 6 de agosto de 1991     | Dr. Muzaffer Arslan                                                      |
| Khmer Krom                            | 15 de julho de 2001     | Federação dos Khmers do Kampuchea Krom                                   |
| Kosovo                                | 6 de agosto de 1991     | Liga Democrática do Kosovo                                               |
| Lezguianos                            | 7 de julho de 2012      | Autonomia Federal Nacional e Cultural Lezguiana                          |
| Mapuches                              | 19 de janeiro de 1993   | Conselho Inter-regional Mapuche                                          |
| Nagaland                              | 19 de janeiro de 1993   | Concelhos Nacional Socialista de Nagaland                                |
| Ogaden                                | 6 de fevereiro de 2010  | Frente para a Libertação Nacional de Ogaden                              |
| Ogonis                                | 19 de janeiro de 1993   | Movimento pela Sobrevivência do Povo Ogoni                               |
| Oromia                                | 19 de dezembro de 2004  | Frente de Libertação de Oromo                                            |
| Rehoboth Basters                      | 2 de fevereiro de 2007  | Conselho de Capitães                                                     |
| Saboia                                | 15 de julho de 2014     | Governo do Estado da Saboia                                              |
| Sind                                  | 19 de janeiro de 2002   | Instituto Mundial Sind                                                   |
| Somalilândia                          | 19 de dezembro de 2004  | Governo da Somalilândia                                                  |
| Molucas do Sul                        | 6 de agosto de 1991     | Governo no Exílio da República das Molucas do Sul                        |
| Azerbaijão do Sul                     | 2 de fevereiro de 2007  | Movimento do Despertar Nacional do Azerbaijão do Sul                     |
| Sulu                                  | 28 de novembro de 2014  | Fundação Sulu de Nove Tribos Étnicas                                     |
| Taiwan                                | 11 de fevereiro de 1991 | Fundação Taiwanesa para a Democracia                                     |
| Talysh-Mughan                         | 15 de julho de 2014     | Movimento Nacional Talysh                                                |
| Tibete                                | 11 de fevereiro de 1991 | Administração Central Tibetana                                           |
| Trieste                               | 28 de novembro de 2014  |                                                                          |
| Sistão-Baluchistão                    | 26 de junho de 2005     | Partido Popular do Baluchistão                                           |
| Papua Ocidental                       | 23 de novembro de 2013  | Governo Nacional da República de Papua Ocidental                         |

### Antigos membros
Seis antigos membros da UNPO conquistaram a independência desde a fundação da entidade, e foram admitidos às Nações Unidas. Estes povos não são mais integrantes da organização, mas devem continuar a colaborar com ela segundo os termos do Artigo 24 da Carta da UNPO. O governo da Estônia, em particular, tem auxiliado a UNPO de diversas maneiras.
- Estónia (independente em 1991)
- Letônia (independente em 1991)
- Armênia (independente em 1991)
- Geórgia (independente em 1991)
- Palau (independente em 1994)
- Timor-Leste (independente em 2002)

| Antigo membro           | Data de adesão          | Data de retirada        | Representado por                          |  |
| ----------------------- | ----------------------- | ----------------------- | ----------------------------------------- |  |
| Camarões do Sul         | 19 de dezembro de 2004  | 28 de novembro de 2014  |                                           |  |
| Moro                    | 16 de setembro de 2010  | 28 de novembro de 2014  | NMFL                                      |  |
| Aborígenes australianos | 11 de fevereiro de 1991 | 7 de julho de 2012      | National Committee to Defend Black Rights |  |
| Dene                    | 19 de dezembro de 2004  | 9 de outubro de 2009    | Nação Dene do Rio Buffalo                 |  |
| Birmânia                | 15 de maio de 2008      | 13 de fevereiro de 2010 | Conselho Nacional da União da Birmânia    |  |